# テリアモン
テリアモンはデジタルモンスターシリーズに登場する架空の生命体・デジタルモンスターの一種。

## 概要
『デジモンアドベンチャー02』の映画版で同時に発表された瓜二つのデジモン（作中では双子）であるロップモンと共に初登場。『デジモンテイマーズ』ではメインキャラクタの一人のパートナーデジモンとして登場。
当時バンダイにて『デジタルモンスター』の製作に参加していた太田健介（現、ボルケーノ太田）によれば、設定と世界観を担当していた北川原名人との口伝で、名前の由来は犬種のテリア、ロップイヤーラビットがモチーフとなっているロップモンがテリア犬の狩猟対象となっていることから「追う者と追われる者としてお互いの設定が作り出された気がする」とコメントしている。

## 種族としてのテリアモン
1本の角を頭部に生やしたぬいぐるみの犬のような姿で、先端が手のように器用に動く大きな耳をプロペラのように動かしたりグライダーのようにして飛行する獣型デジモン。炎の力を持つ。

### 基本データ
- 世代/成長期
- タイプ/獣型
- 属性/ワクチン
- 必殺技/ブレイジングファイア
- 得意技/プチツイスター
- 合体技/ダブルタイフーン
- 勢力/ウィルスバスターズ、ネイチャースピリッツ

得意技
プチツイスター
プロペラのように大きく長い耳を回して、小型の竜巻を飛ばして風圧で敵を吹き飛ばす。
必殺技
ブレイジングファイア
高熱の青白く燃え盛る火炎弾を連続して発射する。

#### X抗体
- 世代/成長期
- タイプ/獣型
- 属性/ワクチン
- 必殺技/ブレイジングファイア、ファロストタイフーン
- 得意技/プチツイスター

テリアモンがX-進化を遂げた姿。さらに耳が巨大化し、その耳は一本一本が優秀な感覚器官を持つ毛で覆われ、それにより風の流れを読むことで空も飛べるようになった。また、耳には「ジェンエメラルド」という宝石がついているが、これが双子のロップモンとリンクしており、これで常に互いの位置や状態を把握している。ロップモンとのシンクロが一層深まったことで、合体技は熱気と冷気を混ぜた「ファロストタイフーン」を放てるようになった。

#### テリアモン助手
- 世代/成長期
- タイプ/獣型
- 属性/ワクチン
- 得意技/ダイバッチグー、プチツイスター

アグモン博士をサポートする勉強熱心なテリアモン。デジモンの種類や生態について学び、学んだことを多くの人に伝えることが、何より大好き。
得意技は「プチツイスター」の他に、胸のバッチを大きくして飛ばす「ダイバッチグー」がある。
2020年1月21日にデジモンウェブのデジモン図鑑に追加され、詳細設定が判明した。

### 亜種・関連種・その他
- ロップモン
- ガルゴモン
- ラピッドモン
- セントガルゴモン
- ブラックガルゴモン
- ブラックラピッドモン
- ブラックセントガルゴモン

## 登場キャラクターとしてのテリアモン

### デジモンアドベンチャー02
ゼリモン⇔グミモン⇔テリアモン⇔ガルゴモン⇔ラピッドモン（アーマー体）
劇中ではグミモンと呼ばれる。声優は多田葵。アメリカのパートナーデジモンを持つ子供、ウォレスのパートナーデジモンとして、自身の双子の片割れであるチョコモンを探していた。

### デジモンテイマーズ
ジェンのパートナー。声優は『02』と同様、多田葵が担当。元々はコンピュータゲーム内のキャラだったが、同時期に育成されていたゴリモンの暴走により瀕死状態に陥り、現実世界にやってきた。
口癖は「無問題（モーマンタイ）」でその言動は至ってマイペース。緩い性格のように思われがちだが、デジモンとしてそれなりに闘争本能を持ち合わせているようで、戦闘にはあくまで真剣な姿勢で臨んでいる。
普段はぬいぐるみの振りをして生活していたため、小春によく玩具扱いにされるなど不遇な扱いをされていたことも。ただジェンの両親からは、薄々その正体には感づかれていた様子であった。
ちなみに『02』とは違い、耳を使って飛行するといった描写は見られない。
- ゼリモン⇔グミモン⇔テリアモン⇔ガルゴモン⇔ラピッドモン⇔セントガルゴモン

#### 楽曲
- いっしょがいいね
- エニータイム モーマンタイ
- 僕のともだち
- The Biggest Dreamer

### デジモンフロンティア
第11話にて占い師の村の住民として登場。